# Lanicides lacuna
Lanicides lacuna är en ringmaskart som beskrevs av Hutchings och Glasby 1988. Lanicides lacuna ingår i släktet Lanicides och familjen Terebellidae. Inga underarter finns listade i Catalogue of Life.